# Signe égal
Pour les articles homonymes, voir Égal.

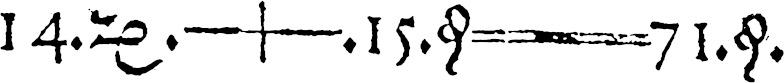
La première utilisation du signe « égale » dans un ouvrage imprimé, équivalente à 14 x + 15 = 71 en notation moderne. Extrait de The Whetstone of Witte (1557) de Robert Recorde.

Le signe « égale » (=), ou « égal à » est un symbole mathématique utilisé pour indiquer l’égalité, ou effectuer une affectation.

## Mathématiques
Le signe « égale » (=) indique, en mathématiques, l'identité entre les expressions qu'il sépare. Il peut donc exprimer une idée de comparaison entre les expressions (vérification de leur égalité), d'affectation de la valeur de l'une à l'autre (afin qu'elles deviennent identiques), ou peut séparer les étapes d'un raisonnement ou d'un calcul, où l'on transforme progressivement, afin de démontrer leur égalité, une expression en une autre.
Le mot égale est tantôt une forme verbale (comme dans « deux plus deux égale quatre »), tantôt un adjectif (comme dans « cette valeur est égale à l'autre »). Sous sa forme verbale, Littré donne : « Deux multiplié par cinq égale dix » (plutôt que « … égalent… »). Cet accord sylleptique est aussi recommandé par le Dictionnaire général (« Quatre plus quatre égale huit »), l'Académie, etc.

### Histoire
L'usage du signe « = » est attesté dès le début du XVIe siècle dans des manuscrits italiens. Sa première utilisation dans un ouvrage imprimé date de 1557 dans The Whetstone of Witte du mathématicien gallois Robert Recorde,.

### Variantes
- Rayé par une barre oblique, le signe « égale » devient ≠ et signifie « différent de ».
- Avec la barre du haut ou les deux barres déformées en forme de vagues, le signe égale devient ≃ ou ≈ et symbolise l'approximation et la valeur approchée.
- Avec une barre supplémentaire, le signe « égale » devient ≡ (entité equiv) et symbolise l'équivalence logique ou la congruence sur les entiers. Il remplace aussi parfois ≝ pour signifier « égal par définition ». Barré ≢ (entité nequiv), il symbolise la non-équivalence, la non-congruence.
- Surmonté d'un point d'interrogation, le signe « égale » devient ≟ et symbolise l'égalité mise en doute, dont l'exemple typique est l'équation. Le caractère correspondant est obtenu, en Unicode par U+225F et, en MathML par l'entité &questeq[3]. Une application célèbre est le problème irrésolu P ≟ NP.
- Le bloc « opérateurs mathématiques » d'Unicode comporte d'autres variantes.

## Informatique
Dans les langages de programmation, le signe « = » est utilisé seul ou accompagné d'autres signes, et l'opérateur qu'il forme alors a différentes significations selon le langage :
- seul, il peut être l'opérateur d'affectation, ou de test d'égalité ;
- précédé de deux-points « := », il peut être l'opérateur d'affectation ;
- avec un autre signe « égal » accolé « == », il peut être l'opérateur de test d'égalité (stricte ou non) ;
- avec deux autres signes « égal » accolés « === », il peut être l'opérateur de test d'égalité stricte, c'est-à-dire en vérifiant également l'égalité des types des valeurs comparées ;
- précédé d'un point d'exclamation « != », d'un tilde « ~= », d'une barre oblique « /= » ou d'une barre oblique inversée « \= », il peut être l'opérateur de test de non-égalité[4] ;
  - si le langage possède un test d'égalité strict avec 3 « = », alors un test de non-égalité stricte « !== »[5] ;
- précédé d'un chevron « ⇐ » ou « ⇒ », il peut être un opérateur de comparaison pour une relation d'ordre donnée, comme l'inégalité large, usuelle sur les nombres, ou l'ordre alphabétique (ou alphanumérique) sur les chaînes de caractères ;
- précédé d'un autre opérateur (exemple : « += »), il peut s'agir d'un opérateur combiné d'opération et d'affectation (exemple : a += b équivaut à a = a + b ; on parle d'opérateur raccourci.

Exemples de différences entre == et === en PHP :
```
'A'
 
==
  
'A'
 
// vaut true

'2'
 
==
  
'3'
 
// vaut false

'4'
 
==
  
4
   
// vaut true

'A'
 
===
 
'A'
 
// vaut true

'2'
 
===
 
'3'
 
// vaut false

'4'
 
===
 
4
   
// vaut false

```

## Codage informatique
| nom usuel                   | glyphe | point de code Unicode | nom Unicode français            | nom Unicode anglais            | entité HTML   | représentation LaTeX | Commentaire |
| --------------------------- | ------ | --------------------- | ------------------------------- | ------------------------------ | ------------- | -------------------- | ----------- |
| égal                        | Oo=Oo  | U+003D                | signe égal à                    | equals sign                    | &equals;      | =                    | 61          |
| différent                   | Oo≠Oo  | U+2260                | pas égal à                      | not equal to                   | &ne;          | \neq                 | 8800        |
| approximativement égal      | Oo≃Oo  | U+2245                | asymptotiquement égal à         | asymptotically equal to        | &sime;        | \simeq               | 8771        |
| approximativement différent | Oo≄Oo  | U+2244                | non asymptotiquement égal à     | not asymptotically equal to    | – non nommé – |                      | 8772        |
| presque égal                | Oo≈Oo  | U+2248                | presque égal à                  | almost equal to                | &approx;      | \approx              | 8776        |
| presque différent           | Oo≉Oo  | U+2249                | non presque égal à              | not almost equal to            | &napprox;     |                      | 8777        |
| égal point d'interrogation  | Oo≟Oo  | U+225F                | égalité en doute                | questioned equal to            | &questeq;     |                      | 8799        |
| équivalent                  | Oo≡Oo  | U+2261                | identique à                     | identical to                   | &equiv;       | \equiv               | 8801        |
| non équivalent              | Oo≢Oo  | U+2262                | non identique à                 | not identical to               | &nequiv;      |                      | 8802        |
|                             | Oo≣Oo  | U+2263                | strictement équivalent à        | strictly equivalent to         | – non nommé – |                      | 8803        |
| inférieur ou égal           | Oo≤Oo  | U+2264                | plus petit ou égal à            | less-than or equal to          | &leq;         | \leq                 | 8804        |
| supérieur ou égal           | Oo≥Oo  | U+2265                | plus grand ou égal à            | greater-than or equal to       | &geq;         | \neq                 | 8805        |
|                             | Oo≔Oo  | U+2254                | deux-points égal                | colon equals                   | &coloneq;     |                      | 8788        |
|                             | Oo≕Oo  | U+2255                | égal deux-points                | equals colon                   | &eqcolon;     |                      | 8789        |
|                             | Oo⁼Oo  | U+207C                | exposant signe égal             | superscript equals sign        | – non nommé – |                      | 8316        |
|                             | Oo₌Oo  | U+208C                | indice signe égal               | subscript equals sign          | – non nommé – |                      | 8332        |
|                             | Oo⩴Oo  | U+2A74                | double deux-points égal à       | double colon equal             | &Colone;      |                      | 10868       |
| test d'égalité              | Oo⩵Oo  | U+2A75                | deux signes égal à consécutifs  | two consecutive equals signs   | &Equal;       |                      | 10869       |
| test d'égalité              | Oo⩶Oo  | U+2A76                | trois signes égal à consécutifs | three consecutive equals signs | – non nommé – |                      | 10870       |

Légende : Les caractères neutres Oo  Oo : illustrent un contexte, le rectangle coloré indique la chasse et le corps de ces caractères ; Le caractère à représenter est affiché sur un autre fond coloré, p. ex. : C ;  Un diacritique est composé avec le caractère « ◌ », l'affichage est représenté avec le corps, et la chasse de ce caractère « ◌ », des exemples sont ◌̰, ◌̃, ou ◌͠◌.
Note : selon la cohérence propre de la police d'affichage, la position des diacritiques peut être altérée.
Note : selon la cohérence propre de la police d'affichage, la chasse de certains caractères peut être altérée.
Notes :
- La représentation &#<nombre décimal>; est l’entité numérique décimale, &#x<nombre hexadécimal>; est une notation hexadécimale (par exemple : &#8800; et &#x2260;. Le nombre « 8800 » est la conversion en base dix de l’hexadécimal « 2260 » base 16 — et inversement). Le point-virgule final fait partie intégrante de la notation.
- Pour l'entité HTML, l'entité doit être écrite telle que présentée : caractère « & » en tête, nom de l'entité en respectant les minuscules/capitales, point-virgule final.
- Les points de codes Unicode sont toujours notés en hexadécimal (avec U+ en préfixe).

## Langue
Le signe égal est aussi utilisé pour indiquer le ton montant dans les orthographes des langues kroumen tépo et mwan, et le ton bas en dan. Le caractère Unicode ꞊ (U+A78A) est préféré.
En japonais, le signe égal est utilisé pour représenter le tiret lorsqu'un nom/mot étranger est retranscrit en katakana. Par exemple ジャン＝ジャック・ルソー pour Jean-Jacques Rousseau : le signe égal symbolise le tiret et le point médian, l'espace. La raison est que l'allongement (ー) est représenté par un caractère proche du tiret.